# Лісево (Вейгеровський повіт)
Лісево (пол. Lisewo) — село в Польщі, у гміні Ґневіно Вейгеровського повіту Поморського воєводства.
Населення — 499 осіб (2011).
У 1975-1998 роках село належало до Гданського воєводства.

## Демографія
Демографічна структура станом на 31 березня 2011 року:
|          | Загалом | Допрацездатний вік | Працездатний вік | Постпрацездатний вік |
| -------- | ------- | ------------------ | ---------------- | -------------------- |
| Чоловіки | 263     | 88                 | 165              | 10                   |
| Жінки    | 236     | 80                 | 135              | 21                   |
| Разом    | 499     | 168                | 300              | 31                   |